# نقار خشب برتقالي الأرداف
نقار خشب برتقالي الأرداف (الاسم العلمي: Meiglyptes tristis) هو نوع من فصيلة نقار الخشب.